# La fornarina

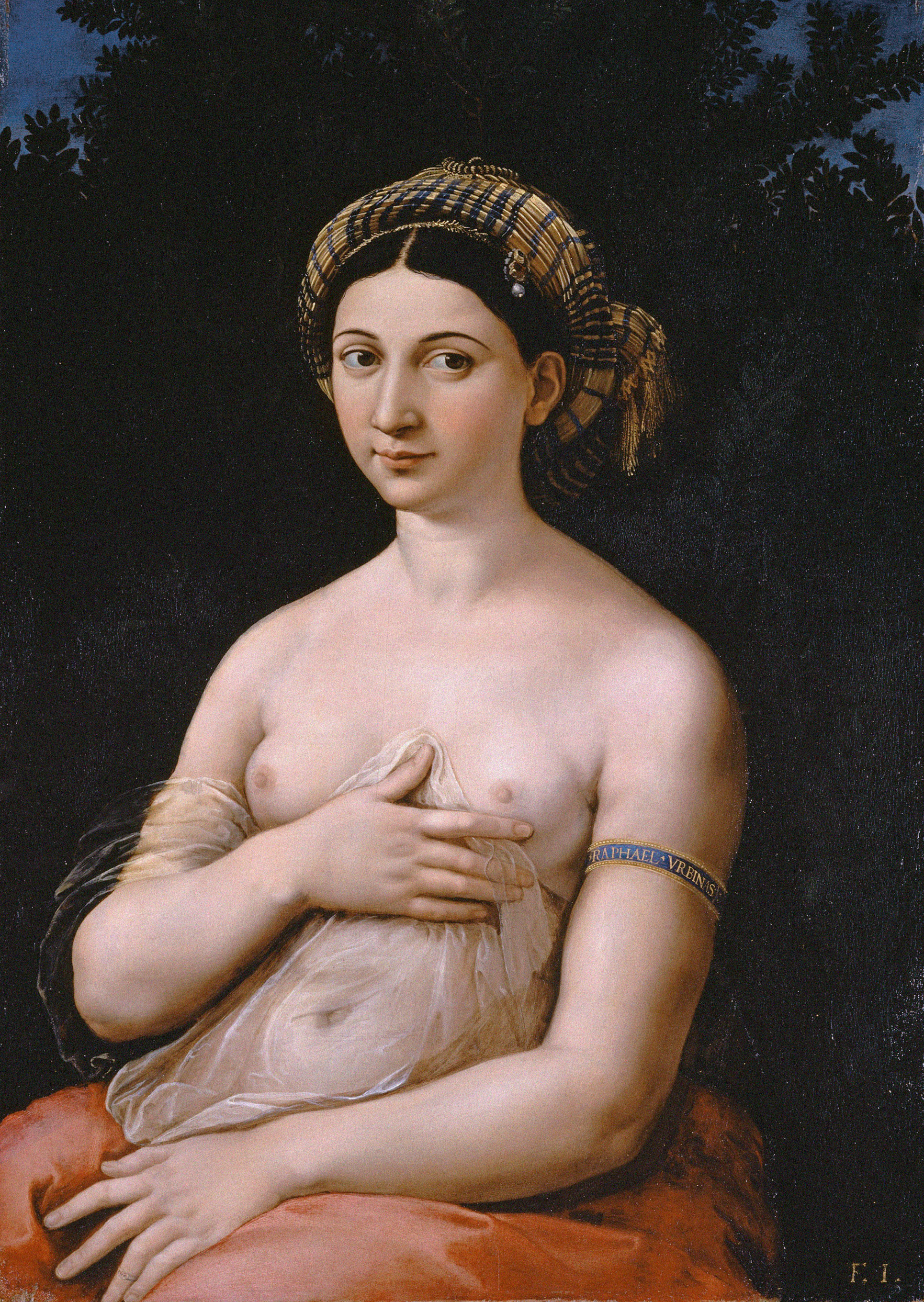
La Fornarina

La fornarina (tj. Pekařka, také známo jako Portrét mladé ženy) je slavný akt Raffaela Santiho, namalovaný v letech 1518–1520. Je vystaven v Římě, v galerii Galleria Nazionale d'Arte Antica. Je namalován technikou oleje na dřevě a má rozměry 85×60 cm. Zobrazuje mladou dívku, údajně pekařku Margheritu Luti, Raffaelovu milenku. Je zobrazená vsedě, oblečená v červené sukni, orientální pokrývce hlavy a na jinak nahých prsech si přidržuje průhlednou látku. Podle některých historiků si postavením své ruky má zakrýt rakovinný nádor, je ovšem pravdou, že právě toto gesto hraje významnou roli v celkové kompozici obrazu. Na pozadí obrazu, které dnes vypadá téměř černé, byl původem myrtový keř, podle klasické symboliky znak Venuše, bohyně lásky. Stejná dívka je (tentokrát ne jako akt) zobrazena na jiném Raffaelově obrazu La velata.